# 미키타니 히로시

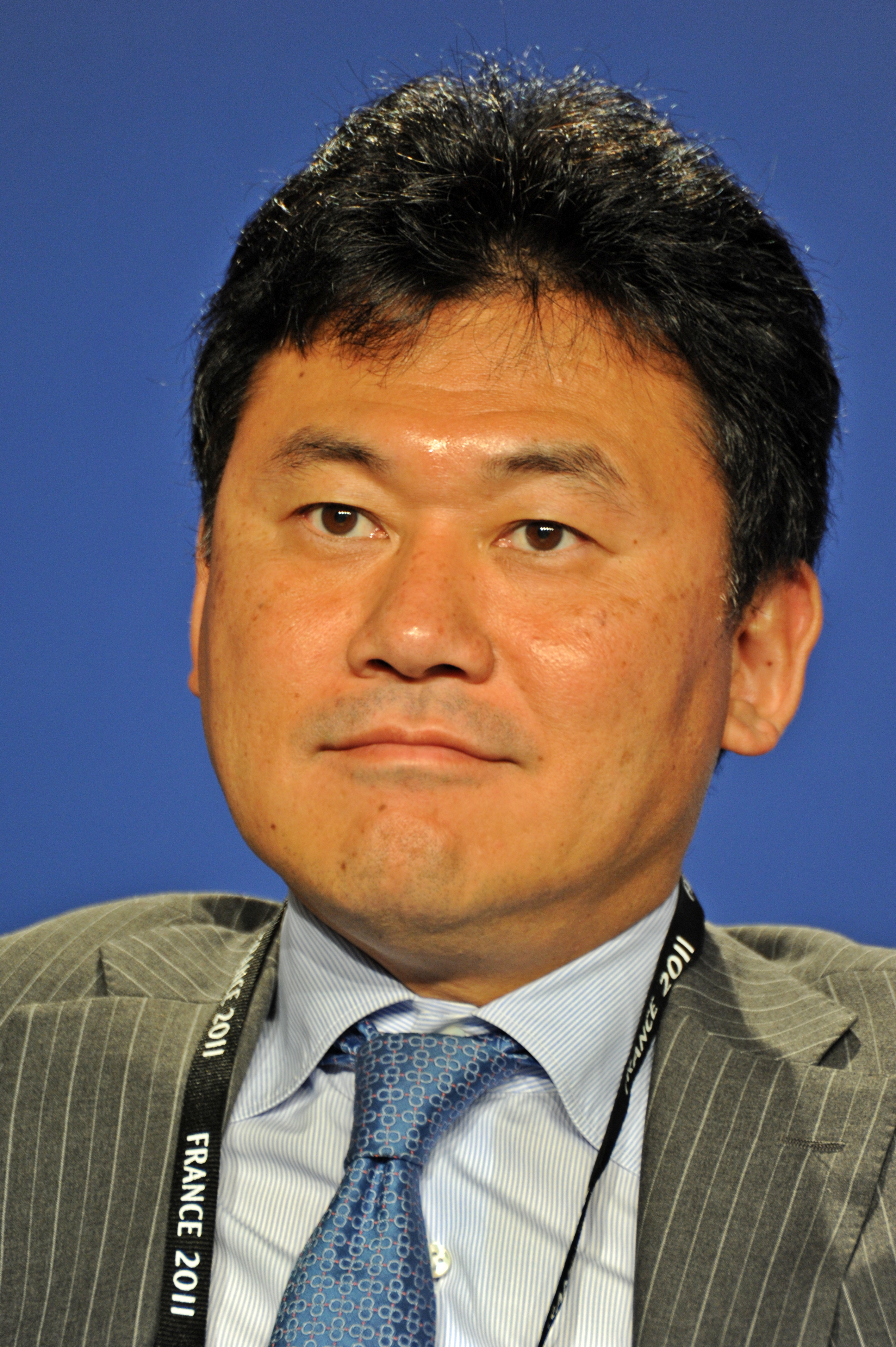
미키타니 히로시

미키타니 히로시(일본어: 三木谷浩史, 1965년 3월 11일~)는 일본의 기업인이다. 라쿠텐의 창업자이자 회장이다.